# Noble House (Fernsehserie)
Noble House ist der Titel eines US-amerikanischen Fernseh-Mehrteilers aus dem Jahr 1988 mit Pierce Brosnan in der Hauptrolle. Als Vorlage diente James Clavells 1981 erschienener Roman Noble House Hongkong. Während der Roman im Hongkong der frühen 1960er Jahre spielt, spielt die Serie zeitgenössisch zu ihrer Produktionszeit in den späten 1980er Jahren. Schauplatz ist die damalige britische Kronkolonie Hongkong. Nebenschauplatz ist Macau. Es ist nach Shogun die zweite Verfilmung eines Werkes von James Clavell durch den US-amerikanischen Fernsehsender NBC.

## Inhalt
Ian Dunross ist Vorstandsvorsitzender von Struan & Co., dem ältesten und größten Handelshaus Hongkongs. Die Chinesen bezeichnen ihn daher auch als „Tai-Pan“ des Noble House. Das Handelshaus gerät in eine wirtschaftliche Schieflage, woraufhin Dunross um finanzielle Unterstützung bei dem US-amerikanischen Investor Linc Bartlett, CEO von Par-Con Industries, ersucht. Bartlett steht jedoch auch mit dem größten Konkurrenten von Struan & Co., Quillan Gornt, in Verhandlungen und versucht, selbst die Macht im Noble House zu erlangen. Hilfe erhält Dunross vom chinesischen Festland und von Casey Tcholok, der Vizepräsidentin von Par-Con Industries. Dies führt zu zahlreichen Intrigen.

## Synchronisation
Die deutsche Synchronisation wurde 1988 erstellt. Die Dialogregie führte Lutz Riedel.
| Rolle                     | Darsteller           | Synchronsprecher       |
| ------------------------- | -------------------- | ---------------------- |
| Ian Dunross               | Pierce Brosnan       | Frank Glaubrecht       |
| Casey Tcholok             | Deborah Raffin       | Karin Buchholz         |
| Lincoln Bartlett          | Ben Masters          | Christian Rode         |
| Quillan Gornt             | John Rhys-Davies     | Klaus Sonnenschein     |
| Orlanda Ramos             | Julia Nickson        | Simone Brahmann        |
| Vierfinger Wu             | Khigh Dhiegh         | Gerd Duwner            |
| Robert Armstrong          | Gordon Jackson       | Edgar Ott              |
| Phillip Chen              | Burt Kwouk           | Eric Vaessen           |
| Claudia Chen              | Nancy Kwan           |                        |
| Jacques DeVille           | John van Dreelen     | Peter Neusser          |
| Paul Choy                 | Ping Wu              | Stefan Krause          |
| Brian Kwok                | Kay Tong Lim         | Joachim Tennstedt      |
| Ah Tam                    | Lisa Lu              |                        |
| Lando Mata                | Damien Thomas        | Lutz Riedel            |
| Commissioner Roger Crosse | Dudley Sutton        | Hermann Ebeling        |
| Tsu-Yan                   | Ric Young            | Hans-Jürgen Dittberner |
| Venus Poon                | Tia Carrere          | Sabine Jaeger          |
| John Chen                 | Steven Vincent Leigh | Nicolas Böll           |
| Sir Geoffrey Allison      | John Houseman        | Helmut Heyne           |
| Alastair Struan           | Denholm Elliott      | Heinz Giese            |

## Auszeichnungen
Noble House wurde 1988 für den Emmy, 1989 für den ASC Award nominiert.

## TV-Ausstrahlung
In Deutschland wurde Noble House erstmals ab dem 26. Dezember 1988 vom ZDF ausgestrahlt. Später folgten weitere Ausstrahlungen im öffentlich-rechtlichen Programm. In den vergangenen Jahren war die Fernsehserie bei Premiere, Anixe und Tele 5 zu sehen.

## DVD-Veröffentlichung
Nachdem lange Zeit nur DVD-Versionen für den nordamerikanischen und australischen Markt erschienen sind, ist solch eine seit dem 17. April 2009 auch in Deutschland erhältlich.